# Blu (Rkomi)
Blu è un singolo del rapper italiano Rkomi, pubblicato l'8 marzo 2019 come primo estratto dal secondo album in studio Dove gli occhi non arrivano.
Il brano vede la partecipazione della cantautrice italiana Elisa. Nel novembre 2019 è stata pubblicata la seconda parte del brano dal titolo Blu Part II, presente nella riedizione dell'album Diari aperti della cantante.

## Descrizione
Il brano, interamente prodotto da Charlie Charles, è stato scritto da Rkomi e dalla cantante italiana Elisa, che partecipa al singolo in qualità di artista ospite. Rispetto ai precedenti lavori di Rkomi, si tratta di un brano dalle sonorità pop, mai realmente approcciate dall'artista prima di tale canzone.

## Tracce
Testi e musiche di Rkomi, Elisa, Fabio Garzia, Pablo Miguel Lombroni, Paolo Alberto Monachetti.
1. Blu (feat. Elisa) – 2:45

## Successo commerciale
Il brano debutta al dodicesimo posto nella Top Singoli, classifica musicale stilata settimanalmente dalla FIMI.

## Classifiche

### Classifiche settimanali
| Classifica (2019) | Posizione massima |
| ----------------- | ----------------- |
| Italia            | 9                 |

### Classifiche di fine anno
| Classifica (2019) | Posizione |
| ----------------- | --------- |
| Italia            | 67        |